# Vogau
Vogau est une commune autrichienne du district de Leibnitz en Styrie.